# Charles Millard (homme politique français)
Pour les articles homonymes, voir Charles Millard et Millard.
Charles Denis Millard est un homme politique français né le 6 avril 1754 à Chalon-sur-Saône et décédé le 8 juillet 1825 à Paris.

## Biographie
Officier municipal, conseiller général du canton de Givry et commissaire exécutif près le tribunal criminel de Saône-et-Loire, il est élu suppléant à la Convention, et est appelé à siéger le 16 vendémiaire an II. Il quitte la vie politique après la session.

## Sources
- « Charles Millard (homme politique français) », dans Adolphe Robert et Gaston Cougny, Dictionnaire des parlementaires français, Edgar Bourloton, 1889-1891 [détail de l’édition]